# HD 93905
HD 93905 är en ensam stjärna i den mellersta delen av stjärnbilden Luftpumpen. Den har en  skenbar magnitud av ca 5,61 och är svagt synlig för blotta ögat där ljusföroreningar ej förekommer. Baserat på parallax enligt Gaia Data Release 2 på ca 8,8 mas, beräknas den befinna sig på ett avstånd på ca 371 ljusår (ca 114 parsek) från solen. Den rör sig närmare solen med en heliocentrisk radialhastighet på ca -10 km/s.

## Egenskaper
HD 93905 är en vit till blå stjärna i huvudserien av spektralklass A1 V. Den har en massa som är ca 2,8 solmassor, en radie som är ca 3,9 solradier och har ca 101 gånger solens utstrålning av energi från dess fotosfär vid en effektiv temperatur av ca 9 000 K. Stjärnan har redan vid en ålder av 256 miljoner år genomgått större delen av dess tid i huvudserien.